# Susanoo

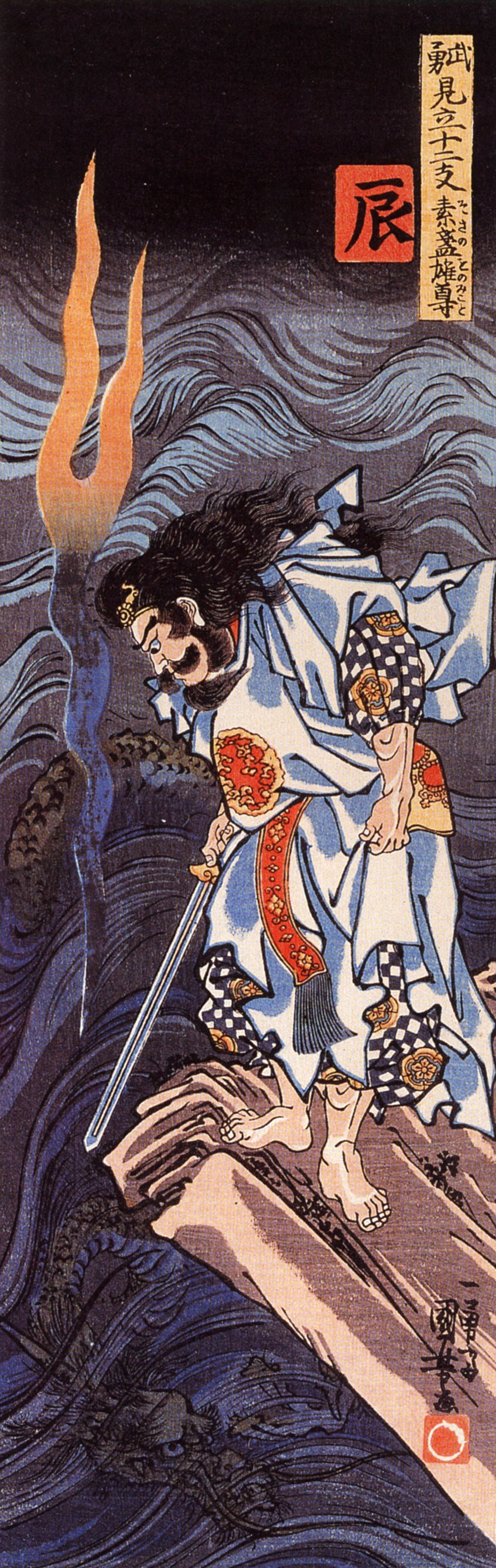
Susanoo y el dragón de agua.

Susanoo (須佐之男 Susanowo?), en el sintoísmo, es el dios del mar, de las tormentas y de las batallas. Es el hermano de Amaterasu, la diosa del Sol, y de Tsukuyomi, el dios de la Luna. Este dios se califica a veces de brutal y a veces de considerado. El Kojiki y el Nihonshoki tienen escrita su legendaria represión de un gran monstruo serpiente llamado Yamata-no-Orochi, en el país de Izumo. Ambos libros lo describen como un antecesor del linaje imperial. En contraste, algunos folclores lo consideran como un dios nativo o cabeza de un pueblo de Izumo.

## Historia
La mitología cuenta que este es uno de los tres dioses japoneses, que nació de la nariz de su padre, Izanagi, cuando este se dio un baño para purificarse después de ir a la tierra de los muertos, llamada Yomi, donde intentó rescatar a su amada Izanami.
Desde muy joven mostró una actitud fría y agresiva, pero con gran potencial. Su padre al repartir su reino le concedió el mar, la tierra y el rayo, pero este quería más.
Conociendo que la ira de su padre podría convertirse en un gran peligro, esperó a que Izanagi entrara en su sueño divino. Tras esto, tuvo una batalla con su hermana Amaterasu, que dio como resultado graves consecuencias, provocando que el consejo de los ochocientos dioses lo expulsasen del cielo directamente a la región de Izumo.

## La batalla con Amaterasu
Cuando Susanoo quiso enfrentarse a su hermana Amaterasu, para evitar heridas innecesarias, decidió hacer con ella un concurso de poder creador: consistía en crear cuanto más divinidades menores mejor.
En la primera tanda, Amaterasu cogió la espada de su hermano y, tras romperla en tres fragmentos y masticarla, aparecieron tres hermosas diosas. Susanoo, para poder superarla, cogió las cuentas de la fertilidad de su hermana y, con ella, creó cinco dioses muy agresivos. Susanoo se proclamó vencedor, aunque su hermana, al pertenecerle a ella las cuentas con las que Susanoo había creado a sus dioses menores, dijo que ella era la vencedora. Susanoo se negó a aceptarlo y destruyó la hilandería sagrada, hogar de Amaterasu, y en adición a eso descuartizó y repartió por la hilandería el cuerpo del caballo “celestial”. Amaterasu se asustó tanto al ver al animal sagrado muerto, que huyó hasta la cueva de Yamato Iwato, donde se encerró, provocando la oscuridad eterna.
Rápidamente, Susanoo fue juzgado por el consejo de los ochocientos dioses, que se le culpó de asesinar al caballo “celestial”, asustar a su hermana (provocando así la oscuridad eterna) y de acabar con la vida de una de las doncellas de Amaterasu (ayudantes de la diosa en la hilandería sagrada), que murieron a causa de las astillas del telar cuando se rompió por el impacto con el caballo celestial.

## Batalla con el Yamata-no-Orochi
Después de ser juzgado, el dios fue desterrado y enviado a la región de Izumo donde conoció a un hombre cuyas siete hijas habían sido asesinadas por el "Yamata-no-Orochi", una horrible serpiente de ocho cabezas y ocho colas; y solo la octava hija, Kushinada-hime, había sobrevivido.
El hombre le contó al dios que la bestia vendría pronto para llevarse a la última hija; Susanoo decidió ayudar al hombre e ideó un plan.
Pronto, el dios transformó a la hija en una peineta la cual colocó en su cabello.
El día que la bestia atacó, el dios había ya construido ocho puertas colosales, y tras ellas había colocado vastas cantidades de una bebida alcohólica (sake); la serpiente cayó en la trampa y bebió la bebida neutralizante; ya caída en el suelo, Susanoo, tomó su espada totsuka y cortó cada una de las colas y cabezas de la serpiente, en la cuarta cola encontró una espada de hermosa apariencia, Kusanagi. Tomando posesión de ella como presente para su hermana, el dios logró retornar a las mansiones divinas.